# Ramonchamp
Ramonchamp is een gemeente in het Franse departement Vosges (regio Grand Est) en telt 1990 inwoners (2004). De plaats maakt deel uit van het arrondissement Épinal.

## Geografie
De oppervlakte van Ramonchamp bedraagt 15,8 km², de bevolkingsdichtheid is 125,9 inwoners per km².
De onderstaande kaart toont de ligging van Ramonchamp met de belangrijkste infrastructuur en aangrenzende gemeenten.

## Demografie
Onderstaande figuur toont het verloop van het inwonertal (bron: INSEE-tellingen).